# وحدة متعددة الأبعاد
الوحدة المتعددة الأبعاد (بالعبرية: היחידה הרב-ממדית)، تم تحديدها باسم الوحدة 888 والمعروفة أيضًا باسم وحدة "الرفائيم" (بالعبرية: יחידת רפאים، والتي تعني "وحدة الأشباح")، هي قوة مهام خاصة تابعة لقوات الدفاع الإسرائيلية تعمل تحت قيادة القوات البرية . تم تأسيسها في عام 2019 من قبل رئيس أركان جيش الدفاع الإسرائيلي أفيف كوخافي.

## الدور
وحدة متعددة الأبعاد تهدف إلى أن تكون وحدة متعددة الاستخدامات تجمع بين مجالات متعددة من الحرب، بما في ذلك المشاة والهندسة والحرب ضد الدبابات والحرب الجوية وجمع المعلومات الاستخباراتية. تُستخدم الوحدة كنموذج لاختبار الابتكارات الجديدة في مجال الحرب، والتي يُحتمل أن تُستخدم من قبل بقية جيش الدفاع الإسرائيلي.

## التدريب
يخضع أفراد وحدة 888 لعملية اختيار جسدية وعقلية قبل بدء التدريب. نظرًا للطبيعة المرنة للوحدة وهدفها في ابتكار أساليب جديدة للجيش، يتم اختبار الجنود في مجالات الإبداع وحل المشكلات، بالإضافة إلى اجتياز عمليات اختيار القوات الخاصة التقليدية. تشمل تدريبات القتال تحمل تحديات جسدية وعقلية شديدة لمدة تتراوح بين 14 إلى 16 شهرًا، وهو ما لا يتمكن جميع المشاركين من اجتيازه. أولئك الذين يكملون التدريب بنجاح قد يحصلون على تدريب إضافي متخصص في مجال معين.
في فبراير 2020، تم الكشف عن شعار الوحدة، الذي يصور سيفًا داخل الرقم 8 مع أسهم تتدفق في اتجاهات مختلفة. يتميز مقبض السيف بشفرة ثنائية "1101111000" تمثل الرقم العشري 888.

## القادة
في 7 أكتوبر 2023، قُتل قائد وحدة 888، روي ليفي، على يد كتائب عز الدين القسام خلال معركة رعيم.

## معرض الصور

مراسم الافتتاح، فبراير 2020
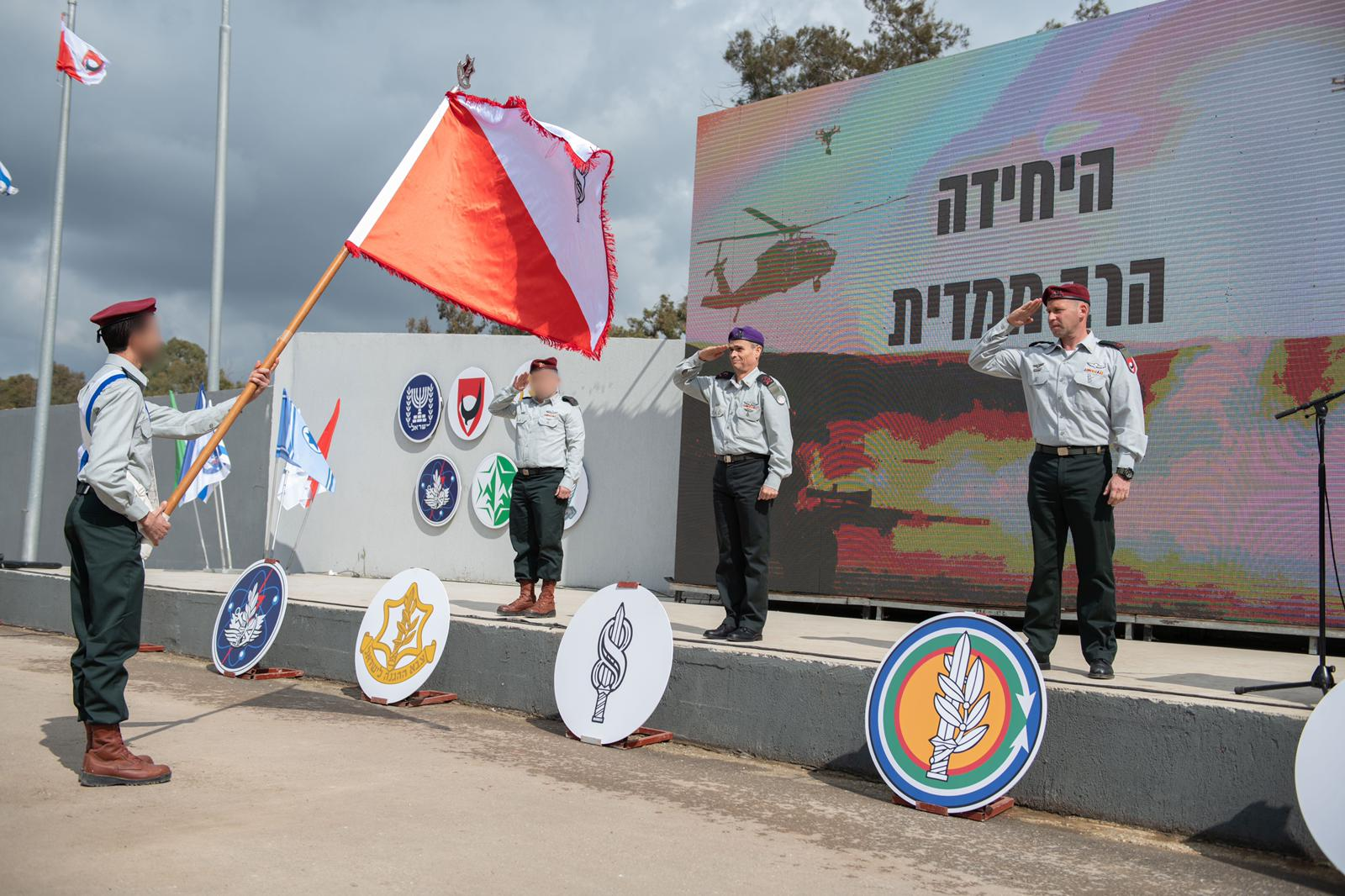
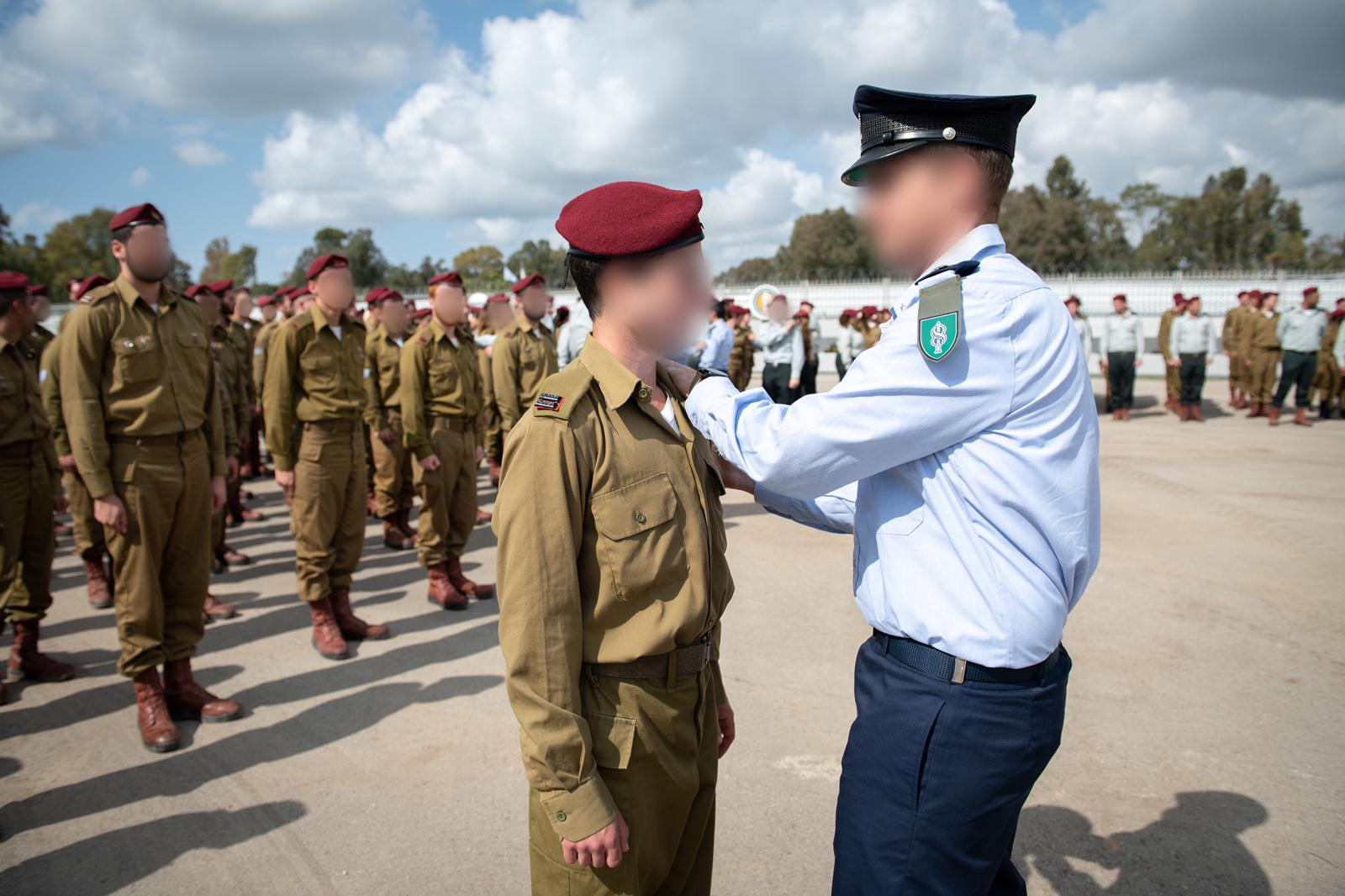
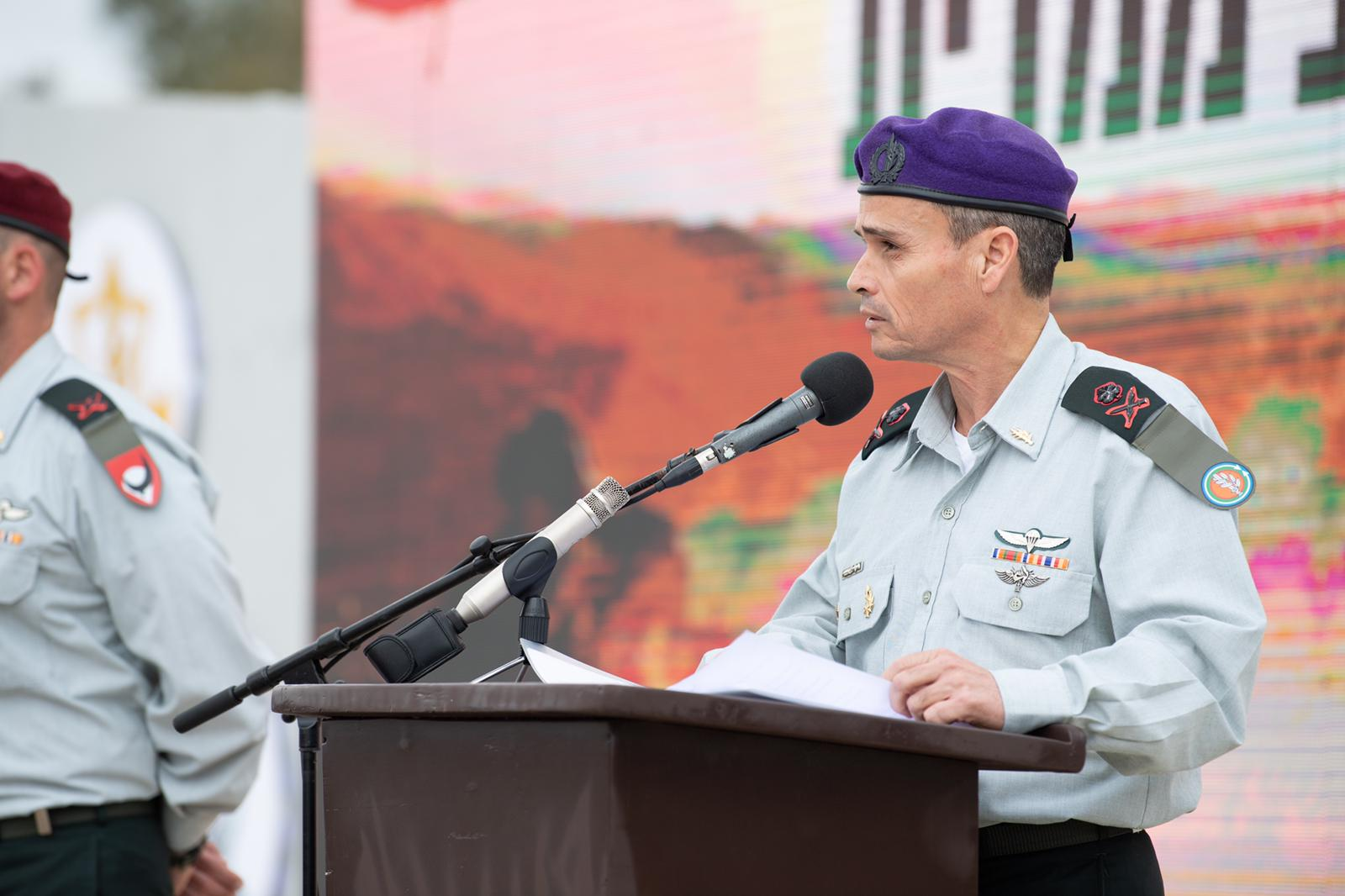
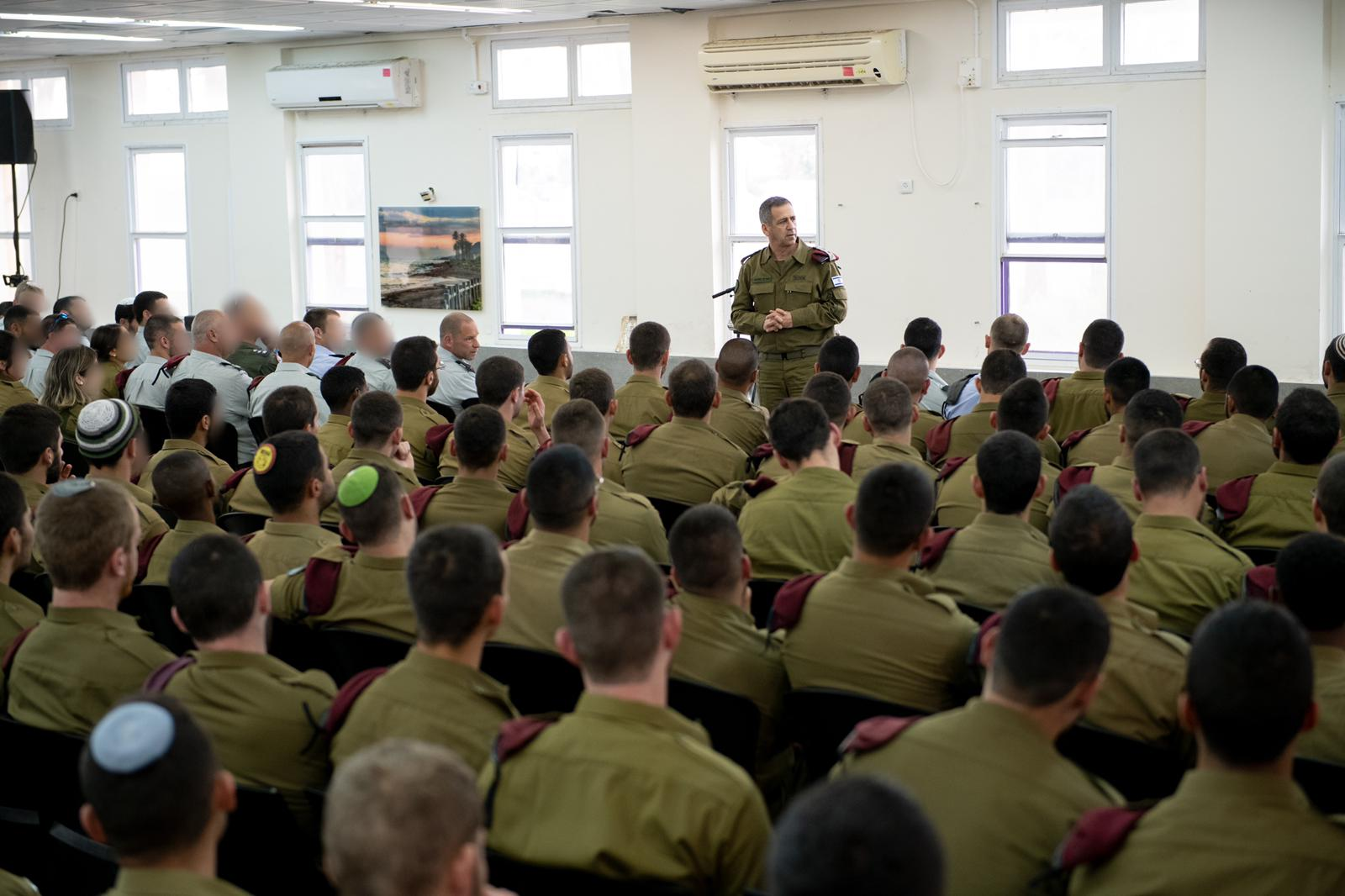

## روابط خارجية
- لم تكن هناك وحدة كهذه في جيش الدفاع الإسرائيلي حتى اليوم ، على موقع جيش الدفاع الإسرائيلي ، يناير 2020